# グーフィー
グーフィー (Goofy) は、犬をモチーフとしたディズニーアニメのキャラクター。両利き。本名はグーフィー・グーフ (Goofy Goof) 。

## 歴史
初めて出演した映画は1932年5月25日公開の『ミッキー一座』。このとき、観客席でピーナッツを食べながらばか笑いをしていた犬がディピー・ダウグ (Dippy Dawg) で、グーフィーはこのディピー・ダウグと同一のキャラクターである。グーフィーという名前がついたのはそれから2年後、1934年8月11日公開の『ミッキーの芝居見物』でのことだった。1939年3月17日公開の『グーフィーの釣天狗』では短編初主演を果たす。作品によってはジョージ・ギーフという一般人として登場している。

## 主な出演作品

### クラシック短編映画
主にグーフィーの短編映画シリーズに出演。ディズニーチャンネルでディズニー・コメディ・タイム内にて放送のほか、一部作品はDisney＋にて配信中。

### パパはグーフィー（GOOF TROOP）
1992年9月5日放送開始のテレビアニメ。グーフィーと息子のマックスのドタバタな日常を描いたシリーズ。お隣さんのピートや彼の息子のP.J.も登場する。

### ハウス・オブ・マウス（Disney's House of Mouse）
ウェイターであり、クラブの給仕長も務める。息子のマックスもクラブの駐車係として共演。ディズニーチャンネル・TOKYO MXで放送。

### グーフィー・ムービー ホリデーは最高!!（A Goofy Movie）
マックスは夏休みを目前に、憧れのロクサーヌの気を惹こうと終業式でサプライズコンサートを行う。コンサートは途中で失敗したせいで、校長先生に叱られてしまった。しかし、ロクサーヌの気を惹くことには成功し、ホームパーティーに招待される。しかし、一方、終業式での騒動を校長に聞かされ「彼は不良だ。教育し直さなければ将来、電気イス送りとする」と言われたグーフィーはマックスが不良になってしまうと思い込み、親子の絆を深めて更生させようと休日を使ってマックスとともにで旅に出ようと計画する。マックスは楽しみにしていたパーティーに行けなくなったので、ロクサーヌに言い訳として「ロサンゼルスで開催されるパワーラインのコンサートに出演し、共に踊る。父さんはパワーラインと友達」というとんでもない嘘をついてしまう。嘘を言ったことを後悔しながら、父との旅行に付き合うはめになったマックスは野宿をしている時、偶然地図を見つけ、行き先をロサンゼルスに書き換える。次の日の朝、幸運なことにグーフィーから責任の大切さを教えるということで道案内を任され、パワーラインのコンサートに行く絶好のチャンスを手にするも、ピートと息子のPJに聞かれ、ついにグーフィーに知られてしまう。衝突しながらも親子の絆を深め、真相を知ったグーフィーはマックスのためにパワーラインのコンサートに乱入することを決める。はたして、グーフィーとマックスはパワーラインのコンサートに乱入できるのか？
長編映画初主演作品。米1995年公開。78分。

### 史上最強のグーフィー・ムービー Xゲームで大パニック!（An Extremely GoofyMovie）
マックスは大学生となり、PJやボビーとともに大学のキャンパスへと行ってしまった。マックスがいなくなったショックで集中力を失い、職場の機械を壊したグーフィーは仕事を解雇された。その後、高卒だったという理由で就職先が見つからなかったグーフィーは、職場案内所の人に大学に行きなおすよう勧められ、マックスのいる大学で勉強することになった。図書館のシルヴィアと仲良くなったり、ディスコを楽しんだりと1970年代気分もそのままに大学を楽しむ。やっと独り立ちしたのにまた父親のグーフィーと一緒になる羽目になったことに頭を抱えるマックスは、Xゲームの優勝チームでブラッドリーが率いる『ガンマズ』にグーフィーを入団させる。しかし、実は『ガンマズ』は初出場からずっとイカサマをして優勝したチームでそのことを知らないグーフィーとマックス達は彼らの策略によって、わだかまりができてしまう。マックスと仲直りするために勉強を優先し、ガンマズもやめるも彼らの策略を知ったグーフィーはそのことをマックスに知らせようとする。はたして、グーフィーはマックスと和解し、ガンマズに勝利できるのか？
米2000年公開。76分。

### ミッキー、ドナルド、グーフィーの三銃士（The Three Musketeers）
貧乏だったミッキーマウス、ドナルドダック、グーフィーの3人組は、以前から三銃士になる夢を見ていた。しばらくしてピートの元で、王宮に仕える三銃士となり、様々な出来事に遭う。3人の絆の強さがよく分かる。
米2004年公開。68分。

### ダークウィング・ダックとグーフィーの最高のホリデー（Happy Holidays with Darkwing Duck and Goofy）
米1991年公開。30分。

## 設定
- 身長：132cm　[要出典]
- 利き手：左
- 誕生日：公式発表では1932年5月25日（5月12日説もあるが、非公式）
- 職業：俳優
- 自動車：作品によって変わるが、主にステーションワゴンタイプの乗用車であることが多い。

アニメ内でホイールキャップ、皿などの必要の無いものまで食べるという場面があること、容姿などから、犬ではなく狼であるという説を主張している者がいる。しかし、当時のアニメーターであるウォード・キンボールが生前の2000年にインタビューで犬だと答えていることや、今日のスタッフが犬であるという理解をしたうえで作品を製作しているので、実際にはイヌである。
年齢は設定されていないが10代（作品登場の時期により12歳～22歳と、大きく変動している）の息子を持つことから、ミッキーマウスやドナルドダックよりも年長と思われる。
スポーツを題材にした短編にも多数出演しているので、スポーツ万能だと思うファンが多い。しかし、スポーツで活躍するグーフィーは意外とほとんど本人ではない。本人自らやる作品は派手なミスが多く、決して得意というわけではない。一部の紹介でも「あまり得意ではない」と紹介されることもあり、『グーフィー・ムービー』でも息子のマックスにすら「世界一運動オンチ」とまで言われている。しかし、運は良く、そのおかげでスポーツ大会に優勝するオチが多く、『パパはグーフィー』ではその面が強調されている。また『グーフィーのサッカー大好き』ではスポーツグーフィーというスポーツ専門店の店員として登場し、そちらは普段のグーフィーと違い、スポーツ万能でドジな所もほとんどない。
教室シリーズでは、必ずグーフィー（もしくはグーフィに似た男）専用のナレーターが登場し、グーフィーに突っ込みをいれている。クラシック短編映画では大平透、ハウス・オブ・マウスのコーナーアニメでは堀内賢雄が担当しているが、堀内が演じる新ナレーターは旧ナレーターに比べやや口が悪く、彼の助言もほとんどがグーフィーを悲惨な目に遭わせることもしばしば。
同じく犬をモチーフとされているキャラクターであるプルートとの違いは、擬人化されていることにある。つまり二足歩行をし、言葉をしゃべる。グーフィーが主人公の短編アニメは、仕事や家庭を持ち趣味に勤しむという成人男性をテーマにしたものが多い。擬人化が進んで耳が省略されていた時期もあった。
「パパはグーフィー」の作中では、ピートとその奥さんのペグと学生時代からの友人ということになっている。
家は一戸建てだが、短編作品の中ではハウストレーラーのようなワンルームの家に住んでいることもある。
ミッキーからバレンタインのお返しに臭い靴をプレゼントされ、「ぼく臭い靴が大好き」「こんな素敵なバレンタインデーのプレゼント初めてだ」喜んだことがある。

### 性格
平和を好むのんびりとした性格が特徴。おとぼけでどんなことでも信じてしまうほどのお人好し。しかし、悪気はないがおっちょこちょいで、極めてミスが多い。そのためドナルドやピート、ミッキー、チップとデールを始めとする周りに迷惑をかけることが多々ある。ドナルド以上に派手な失敗をするがドナルドとは違い、失敗してものほほんとしていることが多い。また、早口を聞き取れないことがあり、時々おかしな返事をすることも。ドナルドほどではないがかなりの親戚がおり、息子のマックスが絡むと父親らしいまともな発言をすることも多い。また先祖代々からドジで素直な性格が受け継がれていることが「パパはグーフィー」で明らかになった。
ジョージ・ギーフとしての彼は本来のおっとりした性格と異なり、一人称は「俺」で妻に頭が上がらなかったり、息子のジュニアに振り回されたり、些細なことで喧嘩するなど短気な性格に描かれている。
味音痴なのか、他の人はまずいと思っている食べ物を喜んで食べていることがある。他にも「塩水を飲んでも塩が足りない」と塩を加えたり、フォークや食器なども平気で食べる。本人が作る料理もあまりおいしくないらしい。
ハウス・オブ・マウス内で放送された『pitcrew』では、悪意はないが仕事用の車を壊し、周囲のイライラの元となった。『グーフィーの自動車狂時代』では車に乗ると性格が大きく変わり、その状態はドナルドの性格よりも酷い（ハウス・オブ・マウスでは、マックスにこの映像がグーフィーの私生活の模様であると紹介されていた。しかし、性格が変わっているのはグーフィーが演じている一般市民の男性ウォーカーであるため、厳密にはグーフィーではない。ハウス・オブ・マウスの内容が演出という可能性があるため、真偽は不明である）。

### 服装
基本は黒いベストにオレンジのセーターと青いズボン、そして茶色のガボガボの靴。帽子は年代と共に変化しているが、現在は緑に黒のラインの入った帽子をつけている。トランクスは初代から変わらず、白地に赤の斑点である。ミッキーやドナルドとは異なり、上下半身とも服を着ている。
グーフィーは帽子を異常に気にしており、プロペラ式エアコンで輪切りになってもポケットに入れている帽子を出し、付け直している。彼の帽子は大変万能で、ひっくり返せばナイトキャップなどになり、その中に雑貨や食べ物や衣服など、あらゆる物をしまっている。『パパはグーフィー』では帽子を被っていないことが多い。
ディズニーランド内にある『トゥーンタウン』では黄色のTシャツにオレンジのタンクトップ（緑色でGという文字が入っている）、そしてオレンジと白のシューズに青色の短パンという服装である。

### 声
前述ののんびりした性格と同様、のんびりした遅いしゃべり方が特徴。笑い方も特徴的である。
『グーフィーのスキー教室』以降、落下・衝突などの事故シーンにおいて、"YAAAAH-HOO-HOO-HOO-HOOEY!"という独特な悲鳴を発する（後にこの悲鳴はドナルドやデールなど他のキャラクターも発するようになるただし、デールなど一部のキャラクターは別の声で収録されている。クラシック短編集では一部のグーフィーの台詞は使いまわしだったが「グーフィー・ムービー」や「ハウス・オブ・マウス」以降からは、日本語で収録されており、客として来たプンパァも泣きながら言った）。
英語版（アメリカ）声優
- 初代：ピント・コルヴィッグ（クラシック短編）
- 一時期代役：ジョージ・ジョンソン（英語版）（クラシック短編）
- 2代目：ボブ・ジャックマン（クラシック短編）
- ジム・マクドナルド（オーディオブック）
- 3代目：ハル・スミス（ミッキーのクリスマスキャロルなど）
- 4代目：トニー・ポープ（ロジャー・ラビット、グーフィーのサッカー大好き!など）
- 5代目：ウィル・ライアン（D-TV,『Down and Out With Donald Duck』など）
- 6代目：ビル・ファーマー（ロジャー・ラビット（歌声のみ）、パパはグーフィーなど）

日本語吹替
- 田の中勇（1960年代）- 日本コロムビア版
- 小山武宏（1980年 - 1988年）- ポニー版・バンダイ版（廃盤）
- 伊藤和晃 - ポニー版、バンダイ版の一部作品（廃盤）
- 八奈見乗児（1981年、1984年 - 1985年）- TBS版『ファン・アンド・ファンシー・フリー』[注釈 1]、日本テレビ放映「ミッキーマウスとドナルドダック」
- 島香裕（1989年 - 2019年）- BVHE版初代
- 宮本崇弘（2019年 - 現在）[注釈 2] - BVHE版2代目
- 瀬水暁 - エー・アール・シー版（主役の作品のみ）

### 名前
フランスではDingo、イタリアではPIPPO、香港、台湾では高飛となっている。

### 口癖
“アッヒョ”, “Gawrsh!”, “Somethin’ wrong here”

## 他のディズニーキャラクターとの関係
先述したように、かなりスローペースに行動する上、ミスが多いため、時々ドナルドから文句を言われる。しかし、『グーフィームービー－ホリデーは最高－』において息子のマックスが「最高の相棒」の返答に「ドナルドダック」と答えているためドナルドとはよく旅行に行く仲であろうことが読み取れる。実際にドナルドとの共演作品では一緒にどこかへ出かけている設定のものが多い。
ゲームキングダム ハーツ シリーズでは王宮騎士隊長として登場し、上記の性格どおり盾で戦う。ドナルドと協力し主人公を助ける。
ミッキーを親友として大切に想っている。

### 家族
ひとり親家庭（父子家庭）

#### 子供
前述したが、マックス(Max)という、息子がいる。
詳細は、マックスのページを参照。

#### 妻、恋人
妻と思われる人物は、作品の中では声と手のみ登場。
夫であるグーフィーに対し、やや口調が強いが短編作品のグーフィーは全員同一人物であることが少ないため、グーフィーが夫を演じただけという可能性もある。しかし、短編作品以外での登場はなく、基本的にはシングルファザーとして描かれている。
クラブハウス内ではクララベル・カウという牛に恋をして、彼女好みのネクタイを探し回っていた。以降彼女がグーフィーの相手役になった。クララベルは短編作品では、ホーレス・ホースカラーと仲がいいが現在の所は友達という関係らしい。
史上最強のグーフィー・ムービー Xゲームは大パニックでは、同じ趣味を持っているという繋がりで、図書館に勤めるシルビア・マーポルという女性と知り合い、恋人同士となった。

#### その他
一部作品ではペットも飼っており、ハウス・オブ・マウス内で放送された作品、ミッキーマウス クラブハウスの一部エピソードでは、ペティーボーン(Pettybone)という猫を所持していた。また、『パパはグーフィー』ではワッフルズという猫を飼っている。

### 擬人化
先述の通り、擬人化がされて耳が省略された時期があったため、ディズニー作品では人を耳無しグーフィーで表現することが多々ある。また、『ミッキー、ドナルド、グーフィーの三銃士』（2004年）では、主要キャラクター以外は全てグーフィーに似た人物で表現されている。